# 幸町 (板橋區)
幸町（日语：／ Saiwaichō */?）是東京都板橋區的町名，為未設丁目的單獨町名。
板橋區全域已實施住居表示。

## 地理
位於板橋區南部。北鄰大山西町，東接中丸町、南町，南連豐島區千川。國道254號（川越街道）通過北部。

### 地價
依據2014年（平成26年）1月1日的公告地價，幸町44-2的住宅地價為37萬1000日圓/m2。

## 歷史

### 地名由來
為祈求「住民幸福與町的發展」而命名。

## 交通

### 鐵道
町內未設車站，可利用以下路線。
- 東武鐵道
  - 東武東上線：大山站（大山町與大山東町）

### 巴士
- 國際興業巴士（日语：国際興業バス）　※省略出入庫的區間運行系統。
  - 幸町
    - 池02：池袋站西口發車熊野町循環
    - 池03：池袋站西口發車要町循環

  - 第六小學校
    - 赤51：行經西丘往赤羽站西口、行經陽光城往池袋站東口
    - 光02：行經陽光城往池袋站東口、往光丘站
    - 池55：行經陽光城往池袋站東口、往小茂根五丁目

### 道路
- 國道254號（川越街道）

## 設施
- 板橋區立板橋第二中學校
- 南（みなみ）保育園
- 幸（さいわい）保育園
- 板橋幸町郵便局
- 天主教板橋教會
- 都營幸町公寓

## 備註
1. ↑  .   [2014-09-20]. （原始内容存档于2014-09-14）.
2. ↑  板橋区教育委員会『いたばしの地名』，1995年3月，P127。
3. ↑  .   [2014-09-20]. （原始内容存档于2014-10-06）.